# راهارت آدامز
'راهارت آدامز (انگلیسی: Rahart Adams؛ زاده ۳۱ ژانویه ۱۹۹۶) یک بازیگر استرالیایی است. برای بازی در هیچ‌کجا پسرها (۲۰۱۳−۲۰۱۵) و هر راه جادوگر (۲۰۱۴−۲۰۱۵) شناخته شده‌است.
پدر و مادر او از اصالت مالتی و پاکستانی و دومین فرزند بزرگتر از چهار فرزند هستند.